# Amarantine
 (mars 2022).
Si vous disposez d'ouvrages ou d'articles de référence ou si vous connaissez des sites web de qualité traitant du thème abordé ici, merci de compléter l'article en donnant les références utiles à sa vérifiabilité et en les liant à la section « Notes et références ».
Albums de Enya
A Day Without Rain
(2000) And Winter Came...
(2008)
Amarantine est le septième album studio de l'auteure-compositrice-interprète et musicienne irlandaise Enya, sorti le 21 novembre 2005 chez Warner Music. Après la sortie de son coffret de compilation de 2002 Only Time – The Collection, Enya a pris une courte pause avant de commencer à travailler sur un nouvel album en septembre 2003. C'est son premier album depuis A Day Without Rain (2000). Amarantine a été enregistré en Irlande avec ses partenaires d'enregistrement de longue date, l'arrangeur et producteur Nicky Ryan et sa femme, la parolière Roma Ryan. C'est le premier album d'Enya à ne pas inclure de chanson en irlandais, et également le premier à inclure des chansons chantées en japonais et en loxian, une langue fictive créée par Roma Ryan.
Amarantine a reçu des critiques mitigées, mais a été un succès commercial, atteignant la sixième place du Billboard 200 aux États-Unis, où il s'est vendu à plus d'un million d'exemplaires au cours de son premier mois de sortie, et la huitième du UK Albums Chart. Enya a sorti deux singles de l'album, Amarantine et It's in the Rain. Une édition spéciale de Noël est sortie en 2006 contenant l'album et un E.P. contenant quatre chansons de Noël. Pour promouvoir l'album, Enya a réalisé plusieurs interviews et performances télévisées, dont les World Music Awards 2006. En 2007, l'album a valu à Enya son quatrième Grammy Award du meilleur album New Age. Selon Nielsen SoundScan, il s'agissait du troisième album new age le plus vendu des années 2000 aux États-Unis.

## Enregistrement et musique
L'enregistrement a eu lieu au Aigle Studio, installé dans la maison de Ryan à Killiney, dans le comté de Dublin en Irlande. Enya a adopté un horaire de travail de cinq jours pour travailler sur l'album, de 10h à 18h. et prendre congé le week-end. L'album a été dédié au producteur de la BBC Tony McAuley, qui a demandé à Enya de composer la bande originale de la série documentaire de la BBC de 1987 The Celts, qui a ensuite été publiée comme son premier album, Enya (1987). McAuley est décédé en 2003.
L'album est le premier de la carrière d'Enya à ne pas inclure une chanson chantée en gaélique, sa langue maternelle. Amarantine est une chanson d'amour, dont le titre est un mot qui, selon Enya, aborde l'idée d'éternel et d'amour. Roma Ryan avait utilisé ce terme dans Flora's Secret sur A Day Without Rain, qui dans ses paroles était orthographié « amaranthine ». Dans ses notes sur la chanson, Roma Ryan a écrit que le morceau est « une chanson de tristesse », ajoutant : « Comment peut-on autrement décrire un tel chagrin ? Ne pas savoir où se trouve un être cher, ne pas savoir comment il est, ne pas savoir comment le trouver ». L'idée de rentrer chez elle après un long voyage est l'objet de l'écriture de Long Long Journey, et c'est un thème qu'Enya a couvert tout au long de sa carrière. Les paroles de Sumiregusa sont inspirées du hokku, la strophe d'ouverture de la forme de poésie japonaise renga et renku, écrite par le poète Matsuo Bashō qui sentit autrefois son cœur bondir « à la vue d'une violette sauvage ». Le thème de la tristesse est revisité sur Someone Said Goodbye, une chanson qui se veut être une réflexion sur la vie, qui peut parfois provoquer des sentiments tristes. A Moment Lost abordait deux idées : le sentiment de regret des paroles prononcées par un être cher lors de moments de colère qui laissent une marque dans son cœur, et une chanson d'amour qui à son tour guérit et pardonne. Drifting est un instrumental qui s'est développé à partir d'une mélodie de piano, typique des autres pistes instrumentales d'Enya. Selon Roma Ryan, Amid Falling Snow est inspiré par l'étonnement d'un enfant ou d'une personne de voir des chutes de neige pour la première fois, et la période de Noël en général.
Amarantine présente Enya chantant dans deux nouvelles langues pour la première fois. Sumiregusa (Wild Violet) est chanté en japonais, et ses mesures d'ouverture sont tirées d'un arrangement de l'hymne Hark! The Vesper Hymn Is Stealing du compositeur irlandais John Andrew Stevenson. L'album marque également la création de Loxian, un langage fictif créé par Roma Ryan lors du développement de Water Shows the Hidden Heart. Le morceau raconte l'histoire d'un homme qui cherche celle « qu'il aime et qu'il a perdu » et les émotions qu'il éprouve. Les tentatives de chanter la chanson avec un ensemble de paroles en anglais, en gaélique et en latin n'ont pas donné de résultats assez solides, ce qui a amené Roma Ryan à suggérer l'idée d'une nouvelle langue, inspirée des langues elfiques fictives de l'auteur J. R. R. Tolkien qu'elle avait utilisées pour les chansons d'Enya. May It Be et Aníron pour le film Le Seigneur des anneaux : La Communauté de l'anneau (2001), et les sons sans paroles qu'Enya a fait en chantant les chansons sur lesquelles elle travaillait en studio. Roma Ryan a déclaré qu'elle avait créé des mots pour la voix d'Enya « afin que la poésie des paroles repose sur les courbes de la musique », et l'a initialement nommée Errakan. L'idée a été un succès, ce qui a conduit à changer son nom en Loxian, et Roma Ryan à créer une culture et une histoire derrière elle qui concernaient les Loxians, une race d'une autre planète qui remet en question l'existence de la vie sur un autre monde que le leur. Enya a pris goût à la langue et a chanté « Less Than a Pearl » et « The River Sings » en loxian. Roma Ryan a décrit cette dernière piste comme une chanson par laquelle les Loxians « envoient leurs mots dans la nuit … exprimant leur quête pour découvrir s'ils sont seuls dans l'univers ». En décembre 2005, Roma Ryan a publié un livre sur Loxian intitulé Water Shows the Hidden Heart.

## Réception et réaction publique
Une soirée de lancement de l'album a eu lieu le 27 octobre 2005 au Château de Vaux-le-Vicomte à Maincy en France. L'album est sorti pour la première fois le 21 novembre 2005 sur Warner Music au niveau international et le 22 novembre 2005 par Reprise Records aux États-Unis. En plus de la version standard, une édition spéciale de Noël est sortie le 13 novembre 2006 qui comprenait un deuxième disque de quatre chansons de Noël : Adeste, Fideles, The Magic of the Night, We Wish You a Merry Christmas et Secrets de Noël. Ces quatre morceaux sont sortis en tant que E.P. intitulé Sounds of the Season avec Enya aux États-Unis et Christmas Secrets au Canada. Une édition collector de luxe a suivi le 27 novembre 2006 qui contenait l'album, la deuxième édition du livre Water Shows the Hidden Heart de Roma Ryan et trois photos exclusives.
L'album est devenu un succès mondial dans les charts, atteignant son apogée à la huitième place sur le UK Albums Chart au cours de sa première semaine sur le graphique sur un total de 13 semaines et sixième sur le Billboard 200 aux États-Unis au cours d'un séjour de 33 semaines sur les charts. Sur le palmarès Billboard Top New-Age Albums, Amarantine a passé 38 semaines au premier rang. En novembre 2008, l'album s'était vendu à 1 344 593 unités certifiées aux États-Unis. En septembre 2004, Sumiregusa (Wild Violet) est sorti en single au Japon dans le cadre d'une campagne publicitaire télévisée pour Panasonic.
Amarantine a reçu des avis mitigés de la part des critiques musicaux. Chez Metacritic, qui attribue une note normalisée sur 100 aux critiques grand public, l'album a reçu une note moyenne de 55, ce qui indique des « critiques mitigées ou moyennes », sur la base de 7 critiques. Sarah Tomlinson a écrit une critique positive dans The Boston Globe, remarquant que l'album affiche « l'élégance rêveuse de marque déposée » d'Enya. Une critique de Daniel Durchholz a été publiée dans le Washington Post, Durchholz se félicitant de l'utilisation de paroles japonaises et loxiennes car il notait que les paroles anglaises de Roma Ryan « sont souvent banales », mais écrivait « Ce qui reste, c'est le balayage épique de la musique et la beauté cristalline d'Enya. Ni l'un ni l'autre n'est insignifiant, ni particulièrement saisissant... Enya réussit ici à créer la bande-son parfaite pour une soirée au coin du feu ». Dans une critique pour l'Associated Press publiée dans The Daily Herald, Matt Moore a écrit que, comme ses albums précédents, Amarantine est « envoûtante et éthérée, avec une musique qui ondule d'une manière douce, presque chatoyante ». Les chansons, pensait-il, sont « une offre bienvenue de voix douces mais rythmées, d'une instrumentation luxuriante et de paroles », qui constituent un album « résolument satisfaisant » qui n'innove pas mais néanmoins « excelle à créer l'ambiance ». Jeff Miers dans The Buffalo News a donné à l'album trois étoiles sur quatre, en écrivant qu'il « Ne fait rien pour modifier ou mettre à jour la formule... Pourquoi le devrait-il ?... Elle fait ce pour quoi elle est bonne, c'est-à-dire conjurer des mondes de rêve mystiques baigné d'harmonies vocales multipistes et suffisamment de réverbération pour rendre Phil Spector nerveux ». Pour Miers, les chansons sonnent « anciennes » dans leur construction mélodique avec un son qu'il a comparé à un « Celtic Brian Eno ». Il a conclu avec « C'est tout très beau, comme la meilleure musique d'église ». L'album a reçu une note « C+ » par Christopher Blagg dans The Boston Herald.
Drifting a reçu une nomination aux Grammy Awards pour la meilleure performance instrumentale pop.

## Liste des titres
1. Less Than a Pearl (3 min 44 s)
2. Amarantine (3 min 12 s)
3. It's in the Rain (4 min 08 s)
4. If I Could Be Where You Are (4 min 00 s)
5. The River Sings (2 min 49 s)
6. Long Long Journey (3 min 17 s)
7. Sumiregusa (4 min 42 s)
8. Someone Said Goodbye (4 min 02 s)
9. A Moment Lost (3 min 08 s)
10. Drifting (4 min 11 s)
11. Amid the Falling Snow (3 min 38 s)
12. Water Shows the Hidden Heart (4 min 39 s)

Édition spéciale de Noël (2006) :
1. Adeste, Fideles (3 min 58 s)
2. The Magic Of The Night (3 min 34 s)
3. We Wish You A Merry Christmas (3 min 40 s)
4. Christmas Secret (3 min 47 s)

## Personnel
- Enya : chant, piano, claviers, synthétiseur, violoncelle, violon, percussions